# 노마 진 앤 마릴린
《노마 진 앤 마릴린》(Norma Jean & Marilyn)은 영국에서 제작된 팀 파이웰 감독의 1996년 드라마 영화이다. HBO가 제작한 텔레비전용 영화였으며 1996년 5월 18일 초연되었다. 애슐리 쥬드 등이 주연으로 출연하였고 가이 리델 등이 제작에 참여하였다.

## 출연

### 주연
- 애슐리 쥬드
- 미라 소르비노

### 조연
- 조쉬 찰스
- 론 리프킨
- 데이빗 듀크
- 피터 돕슨
- 테일러 니콜스
- 존 루빈스타인

## 기타
- 협력프로듀서: 우디 네디비
- 미술: 신시아 케이 샤레트
- 의상: 하 뉴엔
- 배역: 낸시 포이